# Walter Hofmann (Bibliothekar)

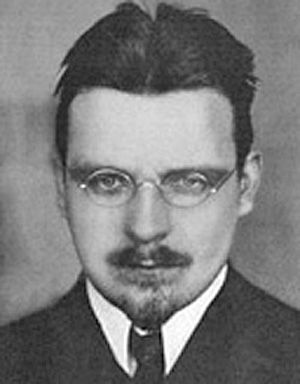
Walter Hofmann um 1904

Walter Hofmann (* 24. März 1879 in Dresden; † 24. April 1952 in Leipzig) war ein deutscher Bibliothekar, Graveur und Poet.

## Leben

### Kindheit und Jugend
Hofmann wurde als Sohn des Graveurs Emil Hofmann und Laura Hofmann, geborene Steinhaus, geboren. Die Familie, zu der auch drei Schwestern Hofmanns zählten, lebte in der Dresdner Schössergasse. Hofmann erkrankte als Kind schwer an Diphtherie, überlebte jedoch. Die Familie zog zunächst in die Wilsdruffer Straße und dann in die Breite Straße. Hofmann wurde dann mit sechs Jahren in die 1. Bürgerschule zu Dresden eingeschult, hatte jedoch, abgesehen vom Mathematikunterricht, erhebliche schulische Probleme, die auch zu ernsten Schwierigkeiten im Verhältnis zu seinen Eltern führten. Die Mutter verstarb frühzeitig an Diabetes als Walter Hofmann zehn Jahre alt war. Das Verhältnis zur dann in die Familie kommenden Stiefmutter umschrieb Hofmann später als in seiner Kinder- und Jugendzeit von Hass geprägt. Nach acht Jahren schloss Hofmann die Schule ab.

### Tätigkeit als Graveur
Er erlernte ab Ostern 1893 in der Werkstatt seines Vaters auf dessen Wunsch den Beruf des Graveurs. Parallel dazu absolvierte er die Fach- und Fortbildungsschule des Allgemeinen Handwerkervereins zu Dresden. Zeichenlehrer an der von Robert Mißbach geleiteten Schule war der Dresdner Bildhauer Albert Starke. Hofmann zeigte ein großes Talent zum Zeichnen und auch als Graveur. Nach Abschluss der Lehre wollte er eine künstlerische Ausbildung an der Kunstakademie Dresden aufnehmen. Sein Vater war jedoch dagegen, zeigte sich aber bereit, einer Ausbildung an der Kunstgewerbeschule Dresden zuzustimmen. Nach Vermittlung Starkes einigte man sich darauf, den Rat des Kunstakademie-Professors Leon Pohle einzuholen. Dieser riet letztlich zur Kunstgewerbeschule, an der Hofmann dann Ostern 1896 eine Ausbildung begann. Im Zeichnen wurde er hier von Woldemar Müller unterrichtet. Unter den Schülern wurde Walter Hofmann näher mit Walter Ufer bekannt. Mit ihm und weiteren Schülern gehörte Hofmann zu einer von Hofmann als in künstlerischen Dingen oppositionell umschriebenen Gruppe. Fachlich sah sich Hofmann an der Schule letztlich überfordert. Nachdem er aufgrund erheblicher Fehlzeiten einen Verweis von der Schule befürchten musste und auch ein Versuch sich schriftstellerisch zu betätigen scheiterte, unternahm er, nachdem er den Dresdner Großen Garten aufgesucht hatte, einen erfolglosen Suizidversuch. Nach starkem Blutverlust wurde er im Krankenhaus Dresden-Friedrichstadt behandelt.
Tatsächlich verließ Hofmann die Kunstgewerbeschule und nahm zunächst wieder eine Tätigkeit als Graveur in der Werkstatt seines Vaters auf. Durch Vermittlung seines Vaters erhielt er dann 1897 für ein halbes Jahr eine unbezahlte Volontärstelle beim auf Silberstiche spezialisierten Berliner Graveurmeister Ewald Menzel. Hofmann lebte zunächst östlich des Anhalter Bahnhofs und verzog dann in die Steglitzer Straße, später in die Händelstraße am Tiergarten. In seiner Berliner Zeit begann Hofmann Gedichte zu schreiben und beschäftigte sich intensiv mit kulturellen Fragen. Er abonnierte die Kulturzeitschrift Der Kunstwart. Hofmann hoffte dauerhaft literarisch tätig werden zu können und sah seine Tätigkeit als Graveur nur als Übergang. Zunächst ging er zurück nach Dresden. Da er sich mit seinem Vater überwarf, konnte er jedoch in dessen Werkstatt nicht tätig werden. Sein Vater schickte ihn als Gehilfen zu einem Graveur in die Töngesgasse nach Frankfurt am Main. Hofmann wohnte in Frankfurt am Börneplatz. Er trat dem Verein zur Förderung der Kunst bei. Bereits nach kurzer Zeit wechselte Hofmann die Anstellung und ging zum Graveurmeister Max Brauer nach Leipzig in die Petersstraße. In Leipzig freundete er sich mit Hartwig Jeß, dem Sohn des Senatspräsidenten des Reichsgerichts Karl Jeß, an.
Hofmann trat der neugegründeten Gewerkschaft der Graveure und Ziseleure bei und verfasste in der Verbandszeitschrift der Gewerkschaft veröffentlichte Berichte. Zeitweise verkehrte er in sozialdemokratischen Kreisen.
Hofmann betätigte sich auch weiterhin als Dichter. Der Verein zur Förderung der Kunst veranstaltete am 1. März 1899 im Architektenhaus in Berlin einen literarischen Abend, auf dem neben Gedichten von Ferdinand Avenarius, Paul Remer, Max Dreyer und Carl Moenckenberg auch Gedichte Hofmanns rezitiert wurden.

### Wirken als Dichter
Ostern 1899 kehrte Hofmann dann mit Einverständnis seines Vaters zurück nach Dresden und wurde wieder in der väterlichen Werkstatt tätig. Hofmann war nun verstärkt in die geschäftlichen Dinge und weniger in die handwerklichen Aspekte der Werkstatt eingebunden. Erhebliche Zeit verwandte er auf seine künstlerischen Interessen und bildete sich weiter. Er nahm Kontakt zu Leonhard Lier auf, der Literaturkritiken im Dresdner Anzeiger verfasste und Hofmann bereits von einer früheren Begegnung bekannt war, und zu Johannes Reichert, Leiter der Dresdner Volkssingakademie. Reichert bat um die Erlaubnis, Gedichte Hofmanns vertonen zu dürfen und machte Hofmann mit vielen Künstlerpersönlichkeiten Dresdens bekannt, so insbesondere mit dem Bratschisten Richard Kaden. Auf eine Empfehlung Walter Ufers hin lernte Hofmann den Maler Richard Pietzschmann kennen, der ihn mit Mitgliedern des Loschwitzer Künstlerkreises wie Georg Müller-Breslau, Georg Jahn und Peter Pöppelmann bekannt machte. Mit dem Maler Otto Fischer verband ihn dann eine lebenslange Freundschaft. Es gelang ihm, Ferdinand Avenarius für seine Arbeiten zu interessieren. Hofmann verkehrte dann über etwa zwei Jahre im Umfeld von Avenarius und lernte Carl Meißner, Eugen Kalkschmidt sowie Else Avenarius kennen. Im Sommer 1901 wurden mehrere Gedichte Hofmanns in der Zeitschrift Deutsche Heimat veröffentlicht. Er erhielt hierauf diverse positive Reaktionen und lernte dadurch den Schriftsteller Karl Söhle und seine Ehefrau Maria Söhle kennen. Trotzdem sah Hofmann seine Entwicklung als Dichter am Ende und entschloss sich im November 1901, seine dichterischen Bemühungen aufzugeben.
1902 beendete Hofmann dann auch seine Tätigkeit in der Werkstatt seines Vaters und im Graveurberuf.

### Arbeit als Kunstkritiker
Seit April 1901 schrieb er Kunstkritiken. Eine erste Veröffentlichung war im von Gustav Morgenstern geleiteten Feuilleton der Sächsischen Arbeiterzeitung erschienen. Hofmann reagierte darin auf einen Aufsatz Hans Rosenhagens, in dem dieser sich kritisch zur Dresdner Künstlerszene geäußert hatte. Es folgten einige weitere Veröffentlichungen in dieser Zeitung. Ende 1901 nahm Hofmann dann eine regelmäßige Tätigkeit für die liberale Dresdner Zeitung auf, die durch eine kurzfristig im Johannstädter Krankenhaus erforderlich gewordene Operation unterbrochen wurde. Da die Dresdner Zeitung sich weigerte, bestimmte Texte zu drucken, kehrte Hofmann zur Sächsischen Arbeiterzeitung zurück. Hofmann engagierte sich darin, künstlerische Veranstaltungen auch für Arbeiter zugänglich zu machen. Die journalistische Tätigkeit war für Hofmann problematisch, da er zum einen mit der kurzfristigen zeitnahen Erarbeitung von Texten eines begrenzten Umfangs Probleme hatte und zum anderen die Bezahlung sich als unzureichend erwies. Letztlich verließ Hofmann die Zeitung. Er arbeitete kurzfristig für das Müller-Singersche Künstlerlexikon und veröffentlichte einige Texte in einigen kunst- bzw. kulturgeschichtlichen Zeitungen. Ende 1903 versuchte Hofmann kurzzeitig eine eigene Graveurwerkstatt zu gründen. Er erhielt dann eine gut dotierte Anstellung im Dresdner Journal, die er jedoch nach kurzer Zeit aufgab, da eine von ihm geschriebene Kritik am Sächsischen Kunstverein vom Journal nicht gedruckt wurde. Er veröffentlichte dann einige Zeit wieder in der Sächsischen Arbeiterzeitung und in der Leipziger Volkszeitung.
Ende 1902 lernte er in Engaus Weinstube in Laubegast die Wirtstochter Hanna Engau (1882–1954) kennen, die er 1905 heiratete. Die Ehe wurde 1913 geschieden.
1904 bot ihm Peter Behrens eine Anstellung an der Kunstgewerbeschule Düsseldorf an. Trotz seiner schwierigen wirtschaftlichen Lage lehnte Hofmann ab, da er sich der Anforderung, Vorlesungen vor größeren Menschengruppen halten zu müssen, nicht gewachsen fühlte.

### Wechsel zum Bibliothekar
Über die Eheleute Söhle erhielt Hofmann Kontakt zu Ida Bienert, der Ehefrau des Hofmühlen-Eigentümers Erwin Bienert. Sie bot ihm an, die Leitung der von ihr geplanten modernen Volksbücherei zu übernehmen. Hofmann ging auf das Angebot ein. Von 1904 bis 1906 baute er die Freie Öffentliche Bibliothek Dresden-Plauen auf. Die hierfür erforderlichen Kenntnisse eignete er sich autodidaktisch an, denn er hatte keine bibliothekarische Ausbildung absolviert. Hofmann leitete diese Bibliothek bis 1913 gemeinsam mit Elise Bosse (* 25. März 1880 in Leipzig; † 12. Dezember 1954 in Leipzig), einer ausgebildeten Kindergärtnerin, die er 1914 heiratete. In seiner 1951 erschienenen Autobiographie bezeichnet er seine Frau als „Urbild der deutschen Volksbibliothekarin“. 1913 wurde er als Direktor der Leipziger Bücherhallen berufen und eröffnete dort die erste städtische Bücherhalle. In den folgenden Jahren bis 1929 baute das Ehepaar Hofmann drei weitere Bibliotheken und eine bibliothekarische Forschungsstätte auf. Während des Ersten Weltkriegs organisierte Hofmann von 1916 bis 1918 fahrende Kriegsbüchereien.

### Richtungsstreit im Bibliothekswesen
1912 publizierte Paul Ladewig, der Leiter der Kruppschen Bücherhallen, das Buch „Politik der Bücherei“, in dem er die Aufgabe Öffentlicher Bibliotheken in der Unterhaltung sieht. Eine erzieherische Aufgabe bestreitet er. In dem daraufhin ausbrechenden bibliothekarischen Richtungsstreit, der 20 Jahre andauern und das deutsche Bibliothekswesen spalten sollte, vertrat Hofmann die Ansicht, die Arbeit in öffentlichen Bibliotheken müsse speziell an sozialen Aspekten ausgerichtet werden, Bibliotheken hätten eine erzieherische Aufgabe, dienten der Volksbildung und sollten zur Bildung eines ästhetischen Bewusstseins beim Leser führen. Darum dürften dem Benutzer nur die „edelsten und besten Erzeugnisse der Literatur“ nahegebracht werden. Die Bibliothek sei kein bloßer Verwaltungs- oder Amüsierbetrieb, er müsse die Bücher zum „inneren Besitz“ des Lesers machen. Im Gegensatz zu Ladewig lehnte Hofmann einen bibliothekarischen Massenbetrieb ab. Vielmehr wollte er einen kleinen Teil der Bevölkerung zu einer Bildungselite erziehen, die „in die Masse des Volkes gestellt auf ihre Umwelt wirken“ solle. Öffentliche Gelder sollten nur der „intensiven und gestaltenden“ bibliothekarischen Arbeit zur Verfügung stehen. Der zwischen den Fronten stehende Direktor der Lesehalle in Bremen, Arthur Heidenhain, der mit Hofmann im steten fachlichen Austausch stand, trat als Vermittler in diesem vehement geführten Richtungsstreit auf, scheiterte aber an der Unversöhnlichkeit beider Seiten. Hofmann entwickelte ein System der „dynamischen Volksbildung“ und volksaristokratischen Bücherei, das auf der Volksbildungstagung in Rothenburg o. T. vom 27. September bis zum 1. Oktober 1918 allgemein anerkannt und Teil der Neuen Richtung der Weimarer Erwachsenenbildung wurde.

### Nach 1920
Im Jahre 1922 war Hofmann zusammen mit seiner Frau an der Schaffung eines „Einkaufshauses für Volksbüchereien“ beteiligt, einem Vorläufer der heutigen ekz.bibliotheksservice GmbH. 1927 wurde mit dem „Institut für Leser- und Schrifttumskunde“ eine wissenschaftliche Forschung etabliert.
Die Volksbüchereiarbeit Leipzig wurde beispielgebend für öffentliche Bibliotheken in aller Welt. Walter Hofmann wurde zum Präsidenten der World Association for Adult Education (WAAE) gewählt.

### Nationalsozialismus
Auf die ‚Machtergreifung‘ der Nationalsozialisten setzte Hofmann anfangs große Hoffnung. Durch die Folie seiner eigenen nationalkonservativen Positionen sah er in der nationalsozialistischen Massenbewegung den Weg des deutschen Volks zu sich selbst. Viele seiner Überlegungen und Ansätze decken sich mit den Zielen der Nationalsozialisten. Noch 1936 sieht sich Hofmann mit Goebbels eins und schreibt „da wir auf dem grundsätzlichen Boden der Goebbelskundgebung schon seit vielen Jahren versucht haben, echte volksbibliothekarische Buchwürdigung aufzubauen.“
„Die Abwicklung seines Instituts für Leser und Schrifttumskunde hatte nicht unbedingt politische Gründe“, sondern Hofmann galt als schwierige Persönlichkeit, die in der Sache zum Fanatismus neigte und sich somit ebensolchen Kontrahenten der nationalsozialistischen Kulturpolitik ausgesetzt sah. 1937 wurde Hofmann in den Ruhestand versetzt, aber aufgefordert seine büchereikundlichen Arbeiten fortzusetzen.

### Nach 1945
1946 übernahm er einen Lehrauftrag an der Universität Leipzig. 1951 erschien eine Sammlung seiner bedeutendsten Schriften unter dem Titel Buch und Volk.

## Ehrungen
- 1931 wurde ihm die Ehrendoktorwürde der Universität Leipzig verliehen.
- Die Leipziger Städtischen Bibliotheken haben die Stadtteilbibliothek Südvorstadt nach Hofmann benannt, siehe Stadtteilbibliothek „Walter Hofmann“. (Diese Bibliothek wurde 1915 von Hofmann gegründet. Im Jahr 1930 zog diese II. Städtische Bücherhalle Leipzigs in die Steinstraße 42. Das im Stil der Moderne errichtete Gebäude wurde speziell für die Bibliothek geplant. Als eine der großen Leipziger Stadtteilbibliotheken ist sie ein wichtiger kultureller Treffpunkt.)

## Schriften von Walter Hofmann (Auswahl)
Aufsätze
- Das bedingte Lesegeld. In: Blätter für Volksbibliotheken und Lesehallen, Jg. 10 (1910), S. 169–172.
- Grenzen der Volksbildungsarbeit. In: Volksbildungsarchiv, Bd. 7 (1919), S. 81–99.
- Menschenbildung, Volksbildung, Arbeiterbildung in der volkstümlichen Bücherei. In: Archiv für Erwachsenenbildung, Bd. 2 (1925), Heft 2, S. 65–128.
- Buch und Volk. Gesammelte Aufsätze und Reden zur Buchpolitik und Volksbüchereifrage.Verlag Der Löwe, Köln 1951.
- Auf dem Weg zum Arbeiter. Erinnerungen an Wenzel Holek und Albert Goldammer. In: Bücherei und Bildung, Bd. 3 (1951/52), S. 329–341, 675–685, ISSN 0007-3024

Bücher
- Merkpunkte zum volkstümlichen Bibliothekswesen. Volksbibliotheken, Bücher- u. Lesehallen (Flugschrift zur Ausdruckskultur; Bd. 96). Callwey, München 1912.
- Der Krieg und die Volksbibliotheken. Harrassowitz, Leipzig 1915.
- Buch und Volk und die volkstümliche Bücherei. Thomas Verlag, Leipzig 1916.
- Von alten und neuen Richtungen. Eine Erwiderung und Ergänzung. Verlag der ZVB, Leipzig 1917.
- Die Praxis der Volksbücherei. Ein Ratgeber für die Einrichtung und Verwaltung kleiner volkstümlicher Büchereien. Verlag Quelle & Meyer, Leipzig 1926 (EA Leipzig 1922)
- Der Weg zum Schrifttum. Gedanke, Gestalt, Verwirklichung der deutschen volkstümlichen Bücherei (Volk und Geist; Bd. 2). Verlag der Arbeitsgemeinschaft, Berlin 1922.
- Gestaltende Volksbildung. Verlag der ZVB, Leipzig 1925.
- Der Raum der Bücherei. Aufnahmen und Grundrisse aus den Städtischen Bücherhallen zu Leipzig (Kleine Schriften zur Büchereifrage; Bd. 2). Verlag Quelle & Meyer, Leipzig 1925.
- Antwort auf die Denkschrift „Die Auslieferung des volkstümlichen Büchereiwesens in Sachsen an die Deutsche Zentralstelle in Leipzig“. Verlag der ZVB, Leipzig 1926.
- Vergangenheit, Gegenwart und Zukunft der deutschen volkstümlichen Bücherei (Schriften zur Büchereifrage; Bd. 4). Verlag Quelle & Meyer, Leipzig 1928.
- Zur Buchkritik der öffentlichen Bücherei. Institut für Leser- und Schrifttumskunde, Leipzig 1930.
- Die Lektüre der Frau. Ein Beitrag zur Leserkunde und zur Leserführung; mit zahlreichen graphischen und tabellarischen Übersichten (Leipziger Beiträge zur Grundlegung der praktischen Literaturpflege; Bd. 1). Verlag Quelle & Meyer, Leipzig 1931.
- Das Gedächtnis der Nation. Ein Wort zur Schrifttumspflege in Deutschland. Diederichs, Jena 1932.
- Bericht über das Geschäftsjahr 1932/33, Bd. 7: Tatsächliches und Grundsätzliches. Schmidt Verlag, Leipzig 1933 (mit einer Beigabe „Zur volksbibliothekarischen Bücherkunde“).
- Deutsche Erzähler. Ein Beitrag zur geistigen Grundlegung und zur Methodik der Praktischen Schrifttumspflege. Institut für Leser- und Schrifttumspflege, Leipzig 1933.
- Die deutsche Volksbücherei. Die Idee und die Aufgabe; das Werk und die Werkleute. Gauverlag Bayerische Ostmark, Bayreuth 1934.
- Mit Grabstichel und Feder. Geschichte einer Jugend. Wunderlich-Verlag, Stuttgart 1948 (EA Berlin 1947; im Auftrag der Volksverband der Bücherfreunde)
- Hans E. Hofmann (Hrsg.): Der Wille zum Werk. Erinnerungen eines Volksbibliothekars. Neckar-Verlag, Villingen 1967 (Biografie)